# Kanyangan
Kanyangan is een bestuurslaag in het regentschap Tanggamus van de provincie Lampung, Indonesië. Kanyangan telt 1312 inwoners (volkstelling 2010).